# Pierre-Laurent Aimard
Pierre-Laurent Aimard (ur. 9 września 1957 w Lyonie) – francuski pianista i pedagog.

## Życiorys
Studiował w Konserwatorium Paryskim pod kierunkiem Yvonne Loriod i Marii Curcio. W 1973 roku zdobył pierwszą nagrodę na międzynarodowym konkursie Oliviera Messiaena.
W roku 1977 na zaproszenie Pierre’a Bouleza został solistą Ensemble InterContemporain, wykonując jego Sonaty oraz Klavierstücke Karlheinza Stockhausena. W Stanach Zjednoczonych zadebiutował w wieku 20 lat, razem z Chicagowską Orkiestrą Symfoniczną wykonując partię fortepianową Turangalîla-Symphonie Oliviera Messiaena.
Jest związany głównie z muzyką współczesną. Był solistą premierowych wykonań takich dzieł, jak Répons Pierre’a Bouleza, Klavierstück XIV Karlheinza Stockhausena czy XI i XIII Etiudy fortepianowej Györgya Ligetiego. Do jego najwybitniejszych nagrań należy zapis pierwszych dwóch tomów etiud fortepianowych Ligetiego. Wykonywał także dzieła takich kompozytorów współczesnych, jak George Benjamin i Marco Stroppa. W maju 2012 był solistą premierowego wykonania koncertu fortepianowego Le Désenchanement du Monde Tristana Murail’a.
Występował jako solista i kameralista na festiwalach w Salzburgu, Berlinie, Kolonii (Triennale), Lucernie, Tanglewood i Paryżu (Festival d'Automne). W roku 2007 był dyrektorem muzycznym Ojai Music Festival. Od roku 2009 jest dyrektorem artystycznym the Aldeburgh Festival w Anglii, założonego w roku 1948 przez Benjamina Brittena.
Dokonał licznych nagrań muzyki klasycznej i współczesnej – na zaproszenie Nikolausa Harnoncourta, kompletu pięciu koncertów fortepianowych Beethovena z Chamber Orchestra of Europe, Turangalîla-Symphonie Oliviera Messiaena z Berliner Philharmoniker, koncertów fortepianowych Maurice’a Ravela z Cleveland Orchestra czy Die Kunst der Fuge Bacha. Nagrywał dla wydawnictw fonograficznych Sony Classical oraz Teldec, w sierpniu 2007 podpisał kontrakt z Deutsche Grammophon.
Profesor fortepianu i kameralistyki Konserwatorium Paryskiego oraz Hochschule für Musik w Kolonii. Jest profesorem wizytującym i honorowym członkiem Królewskiej Akademii Muzycznej.
Pojawił się w filmach dokumentalnych poświęconych pianistyce – Note by Note: The Making of Steinway L1037 (2007) oraz Pianomania (2009).
W roku 2017 uhonorowany nagrodą Ernst von Siemens Musikpreis, zwaną „nieoficjalną Nagrodą Nobla” w świecie muzyki klasycznej. W 2022 roku został laureatem Nagrody Fundacji Muzycznej Léonie Sonning.
Jest zięciem rosyjskiego dyrygenta Witalija Katajewa i mężem francuskiej pianistki pochodzenia rosyjskiego Iriny
Katajewej-Aimard.